# Авиньон-2
Авиньо́н-2 (фр. Avignon-2) — кантон на юго-востоке Франции, в регионе Прованс — Альпы — Лазурный Берег (департамент — Воклюз, округ — Авиньон). Впервые кантон образован 22 марта 2015 года в качестве административного центра для части города Авиньон.

## Состав кантона
Кантон образован декретом от 25 февраля 2014 года,  предписывающим сокращение численности кантонов департамента Воклюз с 24-х до 17-ти и в связи с предстоящей ликвидацией кантонов Авиньон-Нор, Авиньон-Сюд, Авиньон-Уэст и Авиньон-Эст. Официальная дата создания нового кантона — 22 марта 2015 года. По данным INSEE, кантон Авиньон-2 включает в себя часть коммуны Авиньон, площадь кантона — ? км², численность населения — 33 369 человек (2012), плотность населения — ? чел/км².
| Коммуна | Французское название | Площадь, км²                | Население, чел. (2012)         |
| ------- | -------------------- | --------------------------- | ------------------------------ |
| Авиньон | Avignon              | Кантон: — ? (всего — 64,78) | Кантон: 33 369 (всего: 89 380) |